# Borodinia macrophylla
Borodinia macrophylla là một loài thực vật có hoa trong họ Cải. Loài này được (Turcz.) O.E.Schulz mô tả khoa học đầu tiên năm 1927.